# لوکاس اگورو
لوکاس اگورو (انگلیسی: Lucas Agüero؛ زادهٔ ۲۸ آوریل ۱۹۹۷) بازیکن فوتبال اهل آرژانتین است.
از باشگاه‌هایی که در آن بازی کرده‌است می‌توان به باشگاه فوتبال گودوی کروز اشاره کرد.